# Kurt Soldan
Kurt Soldan (* 7. Januar 1891 in Berlin; † 19. August 1946 in Leipzig) war ein deutscher Dirigent, Musikpädagoge und Herausgeber musikalischer Werke.

## Leben
Kurt Erich Richard Soldans Eltern waren der Kaufmann Hermann Soldan (1843–1915) und Berta Soldan, geb. Polumsky (1855–1933). Nach Besuch eines Realgymnasiums studierte er von 1909 bis 1913 an der Berliner Hochschule für Musik Orgel bei Franz Schulz und Bernhard Irrgang sowie bei Arno Kleffel, Johannes Wolf  und Edmund von Strauß.
1910/11 war er als Organist an der Georgenkirche (Berlin-Mitte), von 1913 bis 1916 zunächst als Volontär, dann als Korrepetitor an der Berliner Hofoper, von 1916 bis 1918 als Kapellmeister am Rostocker Stadttheater, 1918 bis 1922 am Stadttheater Elberfeld-Barmen und ab 1922 als Dirigent des Blüthner-Orchesters und Gesangslehrer in Berlin tätig. 1924 begann seine Mitarbeit im Verlag C. F. Peters, in dessen Auftrag er eine Reihe von Klavierauszügen von Opern und sonstigen Werken des bekannten Repertoires herausgegeben hat, die noch heute vielfach im Gebrauch sind. 
1946 übernahm er die Kapellmeisterklasse und Opernschule der Leipziger Musikhochschule.
Soldan war mit der Opernsängerin Hedwig Eschellmann (* 1894 Mannheim; † 1979 ebendort) verheiratet. Das Paar hatte einen Sohn, Hans-Jörg (* 1926).

## Werke
Außer den zahlreichen von Soldan herausgegebenen Partituren (Urtextausgaben) und Klavierauszügen erschien:
- Schulgesangbuch unter Zugrundelegung des physiologischen Stimmumfanges / Ausgabe A für evangelische Knaben-Volksschulen. Mittelstufe, Heft 1–2. Baedeker, Essen 1913
- Jacques Offenbach: Beitrage zu seinem Leben und seinen Werken. Günther, Berlin 1924.

## Dokumente
Briefe von Kurt Soldan befinden sich im Bestand des Leipziger Musikverlages C. F. Peters im Staatsarchiv Leipzig.